# Najat Vallaud-Belkacem
Najat Vallaud-Belkacem (djevojački Najat Belkacem, Beni Chiker, Maroko, 4. listopada 1977.) francuska je političarka, trenutačno ministrica nacionalnog obrazovanja, visokog školstva i znanosti. U vladi Jean-Marca Ayraulta i prvoj vladi Manuela Vallsa obnašala je funkciju ministrice za prava žena. U prvoj vladi Manuela Vallsa, uz ovaj resor, bila je i ministrica urbanih područja, mladih i sporta. U drugoj vladi premijera Vallsa preuzela je funkciju ministrice nacionalnog obrazovanja, visokog školstva i znanosti.  

## Biografija
Najat Belkacem rođena je, kao druga od sedmero djece, u marokanskom selu Beni Chikeru, pokraj Nadora u regiji Rif. Godine 1982. preselila se u Francusku k ocu koji je bio građevinski radnik, zajedno s majkom i starijom sestrom Fatihom, te je odrasla u predgrađu Amiensa. Diplomirala je na Institutu političkih znanosti u Parizu 2002. godine. Na Institutu je upoznala Borisa Vallauda za kojeg se udala u kolovozu 2005.
Godine 2002. se učlanila u  Socijalističku stranku, a 2003. se kao stručna suradnica pridružila timu Gérarda Collomba, gradonačelnika Lyona, u kojem je vodila akcije usmjerene na jačanje lokalne demokracije, borbu protiv diskriminacije, promicanje građanskih prava te na pristup građana zapošljavanju i stanovanju.
Godine 2004. izabrana je u Regionalno vijeće Rhône-Alpes gdje je bila predsjednica Odbora za kulturu. S ove je funkcije odstupila 2008 godine. 
U veljači 2007. godine postala je treća glasnogovornica u predsjedničkoj kampanji Ségolène Royal, uz Vincenta Peillona i Arnauda Montebourga. 
Na kantonalnim izborima održanima u ožujku 2008. izabrana je u Generalno vijeće departmana Rhône kao kandidatkinja Socijalističke stranke.
Dne 16. svibnja 2012. godine u vladi Jean-Marca Ayraulta imenovana je ministricom za prava žena i glasnogovornicom Vlade Francuske Republike. U prvoj vladi Manuela Vallsa zadržala je isti resor te je k tome 2. travnja 2014. imenovana ministricom urbanih područja, mladih i sporta. 26. kolovoza 2014. godine, u drugoj vladi premijera Vallsa, preuzela je funkciju ministrice nacionalnog obrazovanja, visokog školstva i znanosti. 
Podupire nastojanja francuske vlade koja želi obvezati Twitter da cenzurira govor mržnje, kao primjerice homofobne istupe, koji je nezakonit prema francuskom zakonodavstvu. Što se tiče istospolnih brakova u Francuskoj, izjavila je da je njihovo legaliziranje pitanje „povijesnog napretka“. Također, podržala je prijedlog zakona kojim se previđa uvođenje kazni za korisnike usluga prostitucije.

## Vanjske poveznice
- Službena stranica francuskog Ministarstva za prava žena  Arhivirana inačica izvorne stranice od 8. veljače 2014. (Wayback Machine)
- Glasnogovorništvo Vlade Francuske Republike  Arhivirana inačica izvorne stranice od 9. veljače 2014. (Wayback Machine)
- Blog Najat Vallaud-Belkacem  Arhivirana inačica izvorne stranice od 12. veljače 2014. (Wayback Machine)